# Partido judicial de Piedrahíta
El partido judicial de Piedrahíta es el partido judicial n.º 4 de la provincia de Ávila y uno de los cuatro partidos judiciales de dicha provincia. La cabecera del partido judicial es la villa de Piedrahíta. Es Juzgado de Primera Instancia e Instrucción. Atiende a los municipios localizados al sudoeste de la provincia. Los municipios de este partido, exceptuando los de Diego del Carpio y San Miguel de Serrezuela, están englobados territorialmente en la Comarca de El Barco de Ávila - Piedrahíta. El partido abarca una superficie de 1893,3 km² y da servicio a 12997 habitantes en 64 municipios.
Sus datos postales son: Calle La Cárcel, 7, CP 05500. Piedrahíta, Ávila.

## Municipios
| - Aldeanueva de Santa Cruz - La Aldehuela - Arevalillo - Avellaneda - El Barco de Ávila - Becedas - Becedillas - Bohoyo - Bonilla de la Sierra - La Carrera - Casas del Puerto - Cepeda la Mora - Collado del Mirón - Diego del Carpio - Garganta del Villar - Gil García | - Gilbuena - La Horcajada - Hoyorredondo - Hoyos de Miguel Muñoz - Hoyos del Collado - Hoyos del Espino - Junciana - Los Llanos de Tormes - El Losar del Barco - Malpartida de Corneja - Martínez - Medinilla - Mesegar de Corneja - El Mirón - Narrillos del Álamo - Nava del Barco | - Navacepedilla de Corneja - Navadijos - Navaescurial - Navalonguilla - Navalperal de Tormes - Navarredonda de Gredos - Navatejares - Neila de San Miguel - Pascualcobo - Piedrahíta - Puerto Castilla - San Bartolomé de Béjar - San Bartolomé de Corneja - San Juan de Gredos - San Lorenzo de Tormes - San Martín de la Vega del Alberche | - San Martín del Pimpollar - San Miguel de Corneja - San Miguel de Serrezuela - Santa María de los Caballeros - Santa María del Berrocal - Santiago del Collado - Santiago del Tormes - Solana de Ávila - Tormellas - Tórtoles de la Sierra - Umbrías - Villafranca de la Sierra - Villanueva del Campillo - Villar de Corneja - Zapardiel de la Cañada - Zapardiel de la Ribera |